# Eduard de Hartog
Eduard de Hartog   (Amsterdam, 15 de setembre de 1825 - la Haia, 5 de novembre de 1909), de vegades Edouard o Édouard, fou un compositor neerlandès.
Estudià en la seva ciutat natal i a París, on s'establí i organitzà diversos concerts per donar a conèixer la seva música, estrenant més tard les òperes Le mariage de Don Lope (1868) i L'amour et son hóte, aquesta a Brussel·les el 1873. Entre les seves altres composicions hi figuren les òperes Lorenzo Aldini i Portici; els preludis simfònics Macbeth, Pompée i La Pucelle d'Orleans; sis Esquisses, per a orquestra i altres moltes obres instrumentals, així com inspirats lieder.